# I Am the Empire - Live from the 013
I Am the Empire - Live from the 013 è un album dal vivo del gruppo musicale statunitense Kamelot, pubblicato nel 2020.

## Tracce

### Disco 1
1. Transcendence – 2:02
2. Phantom Divine (Shadow Empire) – 4:04
3. Rule the World – 3:47
4. Insomnia – 3:49
5. The Great Pandemonium – 4:34
6. When the Lights are Down – 4:20
7. My Confession – 7:15
8. Veil of Elysium – 4:24
9. Under Grey Skies – 5:11
10. RavenLight – 3:33
11. End of Innocence – 4:26
12. March of Mephisto – 5:52
13. Amnesiac – 3:53

### Disco 2
1. Manus Dei – 0:36
2. Sacrimony (Angel of Afterlife) – 4:19
3. Drums and Keys Solo – 4:57
4. Here's to the Fall – 4:56
5. Forever – 14:12
6. Burns to Embrace – 8:45
7. Liar Liar (Wasteland Monarchy) – 5:07
8. Ministrium (Shadow Key) – 5:08

## Formazione
Gruppo
- Tommy Karevik – voce
- Thomas Youngblood – chitarra
- Sean Tibbetts – basso
- Oliver Palotai – tastiera
- Alex Landenburg – batteria, percussioni

Altri musicisti
- Sascha Paeth – chitarra (in RavenLight)
- Lauren Hart – voce (in Phantom Divine (Shadow Empire))
- Charlotte Wessels – voce (in Under Grey Skies)
- Alissa White-Gluz – voce (in March of Mephisto, Sacrimony (Angel of Afterlife), Liar Liar (Wasteland Monarchy))
- Elize Ryd – voce (in March of Mephisto, My Confession, Sacrimony (Angel of Afterlife))
- Eklipse – quartetto d'archi (in My Confession)
  - Scarlett – violino
  - Miss E. – violino
  - Viola – viola
  - Helena – violoncello